# Panzerzug Generał Dowbor
Der Panzerzug Generał Dowbor war ein polnischer Panzerzug aus der Zeit des Polnisch-Sowjetischen Krieges.

## Geschichte
Als am 24. Mai 1919 Truppen des polnischen 1. Ulanenregiments in Richtung Radywyliw vorstießen, kesselten sie dabei den ukrainischen Panzerzug Sitschowyj Strilez ein. Es gelang ihnen, den Panzerzug kampflos zu erobern, die Besatzung ließen sie laufen. Direkt nach der Eroberung gaben die polnischen Truppen dem Panzerzug den Namen Krechowiak. Das sollte die Eroberer der Ortschaft Krychiwzi ehren. Am 25. Mai wurde der Panzerzug nach Brody verlegt und offiziell in Panzerzug Generał Dowbor umbenannt, zu Ehren des General Józef Dowbor-Muśnicki.

## Technische Daten

### Lokomotive

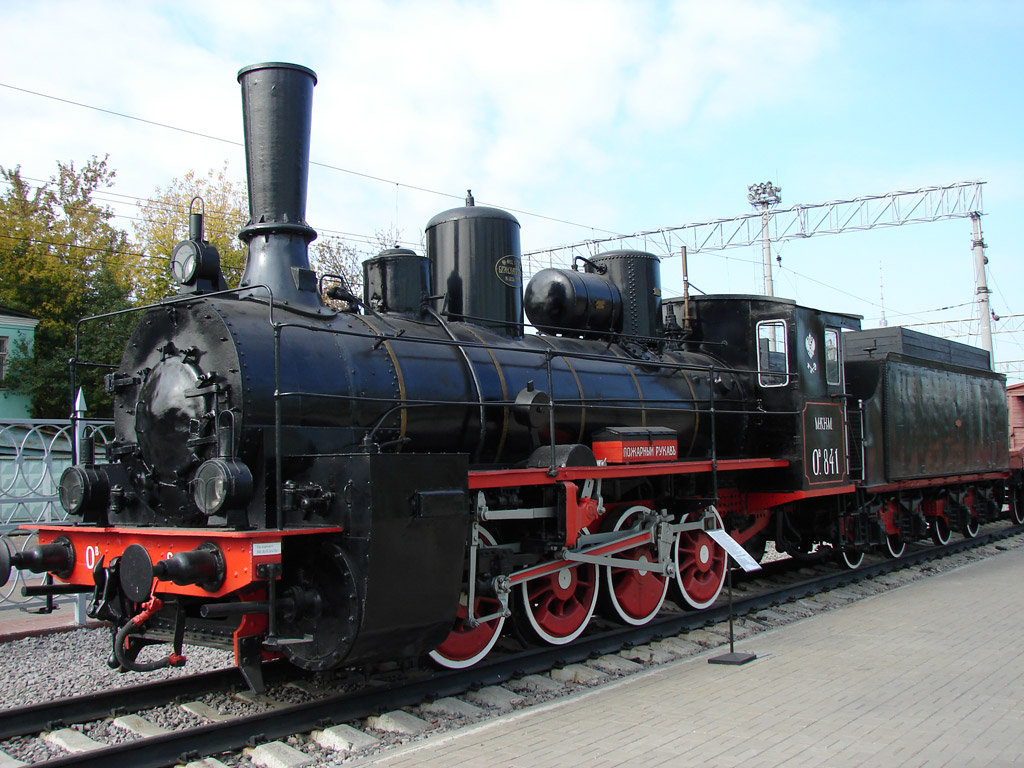
Ungepanzerte Dampflokomotive der russischen Baureihe O

Die Dampflokomotive des Panzerzugs Generał Dowbor war eine Maschine der russischen Baureihe 0 mit eigenem Tender. Sie war vollständig gepanzert. Die Panzerung bestand aus Kesselstahl mit einer Stärke von 12 bis 16 mm. Zusätzlich hatte die Panzerlokomotive einen Kommandostand mit einer elektrischen Signalanlage und Sprechrohren.

### Artilleriewagen
Der Panzerzug Generał Dowbor verfügte ab dem 11. August 1919 über einen improvisierten Artilleriewagen. Er war im Bahnhof von Sdolbuniw erbeutet worden und wurde hinter dem vorderen Abstoßwagen angekoppelt. Dies war ein ehemaliger gedeckter Güterwagen aus Holz, der mit Grabenschilden provisorisch gepanzert wurde. Als Bewaffnung hatte der Wagen ein 7,62-cm-Feldgeschütz an der Stirnseite.

### Maschinengewehrwagen
Zum Panzerzug Generał Dowbor gehörten zwei Maschinengewehrwagen. Sie waren ursprünglich zweiachsige Flachwagen, die mit einem gepanzerten Aufbau versehen wurden. Die Panzerung bestand aus 12 bis 16 mm dickem Kesselstahl. Der Innenraum wurde in zwei große Bereiche aufgeteilt. Es gab den Maschinengewehrraum und den Kanonenturm. In jeder Seitenwand der Wagen befanden sich fünf runde Schießscharten für schweren Maschinengewehre. Die Hauptbewaffnung der Wagen wurde jedoch entfernt, da sie nicht mehr funktionierte und der Geschützturm wurde mit Stahlplatten verschlossen.
Zur Nahverteidigung hatten die Wagen zwölf 7,62-mm-Maxim-Maschinengewehre, je fünf an den Seiten und zwei an der Stirnseite, neben dem Geschützturm. Die Kühlung der Läufe wurde durch ein spezielles Wasserleitungssystem im Wagen sichergestellt. Jedes Maschinengewehr hatte 1500 Schuss Munition zur Verfügung. Um gegen kaltes Wetter gerüstet zu sein, gab es im Boden und in den Wänden der Wagen eine Heizung. Das heiße Wasser kam aus dem Lokomotivkessel. Weiterhin waren die Wände mit einer 20 mm dicken Schicht aus Kork und einer 6 mm dicken Sperrholzschicht isoliert.

### Abstoßwagen
An beiden Enden des Zuges befand sich je ein zweiachsiger Flachwagen als Abstoßwagen. Diese Wagen sollten den Panzerzug vor Minen oder Entgleisung schützen und Gefahren von den wichtigen Wagen abhalten. Zusätzlich dienten sie zum Transport von Material wie Schienen, Bahnschwellen und Fahrrädern.

## Einsatz
Nach der Ankunft in Brody, der Umbenennung und Wartung, wurde der Panzerzug Generał Dowbor das erste Mal unter polnischer Flagge eingesetzt. Am 28. Mai kam es dabei zu Kämpfen bei der Verteidigung von Radywyliw gegen sowjetische Truppen. Im Juni musste der Panzerzug weiter gegen sowjetische Truppen kämpfen, die von Dubno aus angriffen. Infolgedessen musste er sich bis zum Bahnhof im polnischen Krasne zurückziehen.
Mit dem Beginn der polnischen Gegenoffensive im Juli und August 1919 brach der Panzerzug Generał Dowbor erneut in Richtung Brody auf. Dabei kam es zu mehreren siegreichen Gefechten und verschiedenen Reparaturarbeiten an Gleisen und Brücken. Während der Reparatur einer beschädigten Brücke in der Nähe von Dubno wurden vier Soldaten des Zuges schwer verletzt. Am 11. August erreichte der Panzerzug Dubno und zwei Tage später Sdolbuniw. Hier fand man einen vierachsigen Artilleriewagen mit einer 7,62-cm-Feldkanone und fügte ihn dem Panzerzug bei. Ende August 1919 erreichte der Panzerzug den Bahnhof von Slawuta und im September Schepetiwka. Dort verblieb er zwei Monate zur Wartung und für Patrouillenfahrten in Richtung Swjahel und Myropil.
Nachdem der Panzerzug Generał Dowbor nach zwei Monaten Aufenthalt den Bahnhof von Schepetiwka verlassen hatte, wurde der Bahnhof in Myropil zum neuen Stationierungsort. Der Panzerzug patrouillierte auf der Eisenbahnstrecke in Richtung Tschudniw, wobei es in der Nähe der Dörfer Petschenowka, Wróblówka und Romaniwka zu kleineren Gefechten kam. Am 28. Februar 1920 kam es zu einem Überfall der sowjetischen 13. Infanteriedivision und der Panzerzug drohte eingeschlossen zu werden, da sie eine Brücke hinter ihm sprengten. Mit Hilfe von polnischer Infanterie in der Nähe gelang es allerdings, den Feind zurückzuschlagen und die Brücke zu reparieren. Am 2. März brach der Panzerzug in Richtung Riwne auf und erreichte am 25. März wieder Myropil. In der Zwischenzeit hatte der Panzerzug Generał Listowski die Patrouillenaufgaben übernommen.
Zusammen mit dem polnischen 57. Infanterieregiment nahm der Panzerzug die Patrouillentätigkeiten in Richtung Petschenowka wieder auf, reparierte beschädigte Eisenbahnbrücken und wurde in kleinere Gefechte verwickelt. Am 30. März 1920 kam es zu einem größeren Gefecht zwischen sowjetischen Patrouillen in Romaniwka. Am 25. April begann die neue großangelegte polnisch-ukrainische Gegenoffensive in Richtung Kiew. Am 28. April fuhr der Panzerzug Generał Dowbor in Richtung Kiew und erreichte Fastiw am 31. April. Dort angekommen wurde er der polnischen 15. Infanteriedivision zugeteilt und patrouillierte auf der Eisenbahnlinie nach Bila Zerkwa. Am 5. Mai brach der Panzerzug nach Kiew auf und erreichte die Stadt noch am selben Tag. Bis zum 24. Mai blieb er dort stationiert und brach dann nach Darnytsia auf. Dabei kam es immer wieder zu Gefechten gegen sowjetische Truppen, die er jedoch immer für sich entscheiden konnte. Dadurch war er, neben dem Panzerzug Groźny, einer der am weitesten nach Osten vorgedrungenen Panzerzüge in diesem Krieg. Am 2. Juni griff der Panzerzug, zusammen mit dem polnischen 41. Infanterieregiment, das Dorf Trebukhiv an. Dieser Angriff sollte nur eine Ablenkung sein, denn der Hauptteil der Armee griff Boryspil an und eroberte die Stadt. Kurz darauf wurde der Panzerzug abgezogen und wieder zurück nach Fastiw für Patrouillenfahrten beordert.
Am 6. Juni 1920 drang die sowjetische 2. Brigade der sowjetischen 14. Kavalleriedivision in den Bahnhof von Popielnia ein, die sowjetische Gegenoffensive hatte begonnen. Der Panzerzug Generał Dowbor konnte sich gerade noch in Richtung Süden nach Kosjatyn absetzen. Dort reorganisierte er sich und führte einen Gegenangriff an. Er fuhr mit Volldampf zum Bahnhof von Brovki und nutzte dadurch den Überraschungseffekt aus. Er fügte den sowjetischen Truppen schwere Verluste zu und vertrieb sie vom Bahnhof von Brovki. Am Bahnhof stand ein Güterzug mit 30 Wagen, die mit Mehl, Zucker und Munition beladen waren. Ihn koppelte der Panzerzug an und wich zurück nach Süden aus. Am gleichen Tag traf er auf die sowjetische 4. Kavalleriedivision, die gerade dabei war, die Gleise in der Nähe des Dorfes Vcheraishe zu entfernen. Unfähig von dort auszuweichen kam es zu einem kurzen Gefecht. Die Besatzung des Panzerzuges hatte jedoch keine Chance und ergab sich, wobei der Panzerzug selbst von den sowjetischen Truppen erbeutet wurde. Mehrere Mitglieder der Besatzung, hauptsächlich Offiziere, wurden von sowjetischen Truppen erschossen. Einige andere konnten fliehen und sich zu den polnischen Stellungen durchschlagen. Danach wurden sie in den Panzerzügen General Listowski und Panzerzug Zagonczyk als willkommene Verstärkung wieder eingesetzt.
Der Panzerzug selber wurde von sowjetischen Truppen repariert und einer der Panzerwagen dem sowjetischen Panzerzug 112 zugeteilt. Die Panzerzuglokomotive wurde im sowjetischen Panzerzug Uglekop (deutsch: Kohlenbergmann) wieder eingesetzt.

## Zugpersonal
Die Besatzung bis Anfang Juni bestand aus Kavalleriesoldaten des polnischen 1. Ulanenregiments. Anfang Juni wurde die Besatzung gegen eine professionelle Panzerzugbesatzung ausgetauscht.
- Zugkommandant Kadett Wacław Komorowski (25. Mai – Juni 1919)
- Zugkommandant Hauptmann Michal Golikow (Juni 1919 – 13. August 1919)
- Zugkommandant Leutnant Izydor Kowalewski (13. August 1919 – )

## Zugzusammensetzung
Die Gliederung des Panzerzug Chunchuz wird von vorne nach hinten aufgeführt.
- Abstoßwagen
- improvisierter Artilleriewagen
- Maschinengewehrwagen (Typ Chunchus)
- Panzerzuglokomotive
- Maschinengewehrwagen (Typ Chunchus)
- Abstoßwagen